# Oscar Luebbert Gutiérrez
 Oscar Luebbert Gutiérrez (Reynosa, Tamaulipas; 24 de diciembre de 1956) es un político mexicano, miembro del Partido Revolucionario Institucional. Fue diputado federal en LV Legislatura del Congreso de la Unión de México. Senador de la República  por Tamaulipas 2000 a 2006. Fue Presidente Municipal de Reynosa en dos ocasiones de  1996 a 1998 y de 2008 a 2010.

## Biografía
Es licenciado en economía egresado del Instituto Tecnológico y de Estudios Superiores de Monterrey . En 1979 contrajo matrimonio con María Esther Guadalupe Camargo Félix y tuvieron 3 hijos.

### Diputado federal
Fue elegido en las elecciones de 1991 como diputado federal. Para representar al estado de Tamaulipas por el segundo distrito electoral. Su período como diputado federal fue en la LV Legislatura del Congreso de la Unión de 1991 a 1994.

### Precandidato a gobernador de Tamaulipas
En el año de 1998. Luebbert se registró como precandidato del PRI al gobierno del estado de Tamaulipas para las elecciones estatales de ese año. Durante la elección interna del PRI fue derrotado por Tomas Yarrington, quien resultará electo gobernador en ese mismo año.

### Senador de la República
Para las Elecciones federales de México de 2000, se convirtió en senador de la república en la segunda fórmula por el principio de mayoría relativa. Su período como senador correspondió del año 2000 al 2006.
durante la LVIII y LIX Legislatura.

### Presidente Municipal de Reynosa
En el año de 1995 fue elegido como Presidente Municipal de Reynosa. Fungió en como presidente municipal para el periodo de 1996 a 1998. En el año 2007 volvió a competir como candidato del PRI para el municipio de Reynosa. En las elecciones del 2007 derrotó al candidato del PAN Gerardo Peña Flores. se convirtió por segunda ocasión en presidente municipal para el periodo de 2008 a 2010. A finales del 2010 dejó el cargo siendo sucedido por Everardo Villarreal Salinas.